# Mainaguri
Mainaguri (en bengalí: ময়নাগুড়ি ) es una ciudad de la India, en el distrito de Jalpaiguri, estado de Bengala Occidental.

## Geografía
Se encuentra a una altitud de 88 m s. n. m. a 650 km de la capital estatal, Calcuta, en la zona horaria UTC +5:30.

## Demografía
Según estimación 2010 contaba con una población de 32 557 habitantes.